# Grand Prix Cristal Energie
Le Grand Prix Cristal Energie est une ancienne course cycliste française disputée entre Montmorillon (Vienne) et Chaillac (Indre). Créé en 1984, il fait partie de l'UCI Europe Tour de 2006 à 2009, en catégorie 1.2. En 2010, la course réintègre le calendrier national jusqu'à la dernière édition en 2015.

## Palmarès
| Année                      | Vainqueur,           | Deuxième             | Troisième                  |
| Tercé-Montlouis            | Tercé-Montlouis      | Tercé-Montlouis      | Tercé-Montlouis            |
| -------------------------- | -------------------- | -------------------- | -------------------------- |
| 1984                       | Franck Boucanville   | Pascal Audoux        | Jean-Luc Bacle             |
| 1985                       | Non disputé          | Non disputé          | Non disputé                |
| 1986                       | Jean-Marie Lemoine   | Patrick Friou        | Philippe Pitrou            |
| 1987                       | Nicolas Dubois       | Claude Carlin        | Bruno Bonnet               |
| Tercé-Tercé                |                      |                      |                            |
| 1988                       | Patrick Friou        | Serge Bodin          | Thierry Barrault           |
| 1989                       | Thierry Barrault     | Claude Carlin        | Philippe Delaurier         |
| 1990                       | Félix Urbain         | Pierrick Gillereau   | Laurent Eudeline           |
| 1991                       | Czeslaw Rajch        | Sylvain Bolay        | Stéphane Boury             |
| 1992                       | Jean-Pierre Bourgeot | Czeslaw Rajch        | Nicolas Jalabert           |
| Route poitevine            |                      |                      |                            |
| 1993                       | Walter Bénéteau      | Nicolas Jalabert     | Ludovic Auger              |
| 1994                       | Jacek Bodyk          | David Marié          | Dariusz Wojciechowski (en) |
| 1995                       | Jeremy Hunt          | Gérard Liévin        | Jérôme Gannat              |
| Grand Prix Cristal Energie |                      |                      |                            |
| 1996                       | Vincent Cali         | Piotr Wadecki        | Christopher Jenner         |
| 1997                       | Grzegorz Gwiazdowski | Fabrice Parent       | Olivier Perraudeau         |
| 1998                       | Franck Renier        | Laurent Paumier      | Serge Barbara              |
| 1999                       | Éric Drubay          | Gérald Marot         | Carlo Ménéghetti           |
| 2000                       | Ludovic Vanhée       | Alexandre Grux       | Frédéric Lecrosnier        |
| 2001                       | Tomasz Kaszuba       | Stéphan Ravaleu      | Yuriy Metlushenko          |
| 2002                       | Samuel Plouhinec     | Jacek Morajko        | Freddy Ravaleu             |
| 2003                       | Samuel Plouhinec     | Miika Hietanen       | Tony Cavet                 |
| 2004                       | Benoît Luminet       | Maxime Méderel       | Jérôme Bouchet             |
| 2005                       | Non disputé          | Non disputé          | Non disputé                |
| 2006                       | Carlos Torrent       | Mathieu Drujon       | René Jørgensen             |
| 2007                       | Florian Morizot      | Jonas Aaen Jørgensen | Médéric Clain              |
| 2008                       | Dan Craven           | Guillaume Bonnafond  | Jarosław Marycz            |
| 2009                       | Martin Pedersen      | Robert Retschke      | Troels Vinther             |
| 2010                       | Lilian Jégou         | Herberts Pudāns      | Thomas Girard              |
| 2011                       | Renaud Pioline       | Arnaud Démare        | Bryan Nauleau              |
| 2012                       | Bryan Coquard        | Warren Barguil       | Stéphane Rossetto          |
| 2013                       | Benoît Daeninck      | Thomas Girard        | Maxime Renault             |
| 2014                       | Yann Guyot           | Julien Duval         | Kévin Lalouette            |
| 2015,                      | Thomas Rostollan     | Alexandre Delétang   | Fabien Grellier            |